# 非侵襲的換気
非侵襲的換気（ひしんしゅうてきかんき、英語: non invasive ventilation: NIV）とは、フェイスマスク、鼻マスクまたはヘルメットを通して行う呼吸補助のことである。通常、酸素を加えた空気がマスクを通して陽圧で供給され、一般に圧力は呼吸の有無によって交互に変化する。気管挿管（口から気管にチューブを通す）を必要とせず、顔や頭にぴったりとフィットしたマスクで酸素を供給するため、「非侵襲的」と呼ばれる。インターフェイスに関しては類似点があるが、NIVは、呼吸サイクル全体を通して気道陽圧の段階変化のないCPAP療法とは異なる。CPAP療法では換気は行われないが、NIVを要するような病態でNIVのかわりに時折使用される。
2006年の日本呼吸器学会のガイドラインでは、明確に区別をしたい場合を除き、非侵襲的陽圧換気（non-invasive positive pressure ventilation: NPPV）が使われることになり、現場では基本的にNPPVと呼称される。厳密なNPPVとNIVの定義の違いは後述の#用語を参照。
非侵襲的換気は、多くの病態、特に慢性閉塞性肺疾患（COPD）に起因する急性呼吸不全に使用される。多くの研究により、NIVの適切な使用により侵襲的換気の必要性とその合併症が減少することを示されている。さらに、NIVは、慢性疾患の結果、呼吸が独力で行えない人に長期的に使用されることもある。

## 適応
急性呼吸不全に対するNIVは、特に慢性閉塞性肺疾患（COPD）の重症増悪に行われるれるが、急性非代償性心不全やその他の急性疾患にも用いられる 。急性呼吸不全を呈した患者の中には、在宅でNIVを長期的に使用し続けねばならない例もある。
非侵襲的換気は、侵襲的換気装置や設備が不足する可能性のある 新型コロナウイルス感染症の治療においても提案されている 。しかし、エアロゾルを放出する装着不良のマスクのリスクにより、介護者には、完全防備のPPE装備が必要となることがある。

### COPD
急性期の非侵襲的人工呼吸の最も一般的な適応は、慢性閉塞性肺疾患の急性増悪である。通常、救急病棟でNIVを開始するかどうかは、薬物療法（ネブライザーによる気管支拡張薬投与）に対する初期反応と動脈血液ガス検査の結果によって決まる。薬物療法後も肺が血液中の二酸化炭素を除去できない場合（呼吸性アシドーシス）、NIVの適応となることがある。COPD患者の多くは、代謝性代償によって慢性的に血中二酸化炭素濃度が上昇しているが、NIVの適応となるのは、二酸化炭素濃度が急性に上昇し、血液の酸性度が上昇（pH＜7.35）した場合のみである 。 NIVを開始できない酸性度のレベルはないが、より重度のアシドーシスになると、NIVだけでは効果がなく、機械換気が必要となるリスクが高くなる。

### 炭酸ガスナルコーシス
気管支拡張症は炭酸ガスナルコーシス（英名はacute hypercapnic respiratory failure :AHRF、「急性高炭酸ガス血症性呼吸不全」）を引き起こすことがあり、COPDの場合と同様にNIVが使用されることがある。これは特に原疾患が嚢胞性線維症である場合である。嚢胞性線維症はまた、大量の喀痰を生じるため、専門的な理学療法の補助が必要となることがあり、喀痰を除去するためにmini-tracheostomyの挿入が必要となることもある。
胸壁の変形や神経筋疾患のある患者では、アシドーシスを引き起こしていなくても、血中CO2濃度が上昇していればNIVが開始されることがある。神経筋疾患では、呼吸補助の必要性を判断するために、肺活量が測定される。
肥満性低換気症候群（Obesity hypoventilation syndrome: OHS）も、急性の炭酸ガスナルコーシスを引き起こすことがある。この場合、緊急でNIVを開始する基準はCOPDの基準（pH低下、CO2上昇）と同様であるが、pHが正常であるにもかかわらず入院患者にNIVを開始するシナリオもある。すなわち、日中の傾眠、睡眠時呼吸障害、および/または右心不全の徴候がある場合などである。
非代償性心不全による急性心原性肺水腫では、エビデンスの質は低いが、NIVとCPAPの両方で死亡リスクが低下し、気管挿管の必要性が減少することが研究で示されている 。いずれも病院前救護で行うのも良いかもしれない。
急性重症喘息は、「致命的な喘息（near-fatal asthma）」と呼ばれる炭酸ガスナルコーシスを引き起こすことがある。機械換気を必要とするリスクが高いこの状況において、NIVが有効かどうかについてのエビデンスは限られている。そのため、専門家のガイドラインは明確な推奨を行っておらず、NIVは、さらなる喘息の悪化を直ちに管理できる集中治療室でのみ使用するか、まったく使用しないことが示唆されている。慢性喘息患者の中には、COPDに似た気道疾患を発症する者もおり、そのような状況ではNIVが使用されることがある。 
大手術後に呼吸不全が発症することがある。回復期にはNIVを使用してもよい。集中治療室で人工呼吸を受け、抜管後の再挿管のリスクが高いと考えられる患者では、これを予防するためにNIVが使用されることがある。しかし、呼吸不全が発症した場合は、この治療のためにNIVよりも機械換気を再開することが推奨される。炭酸ガスナルコーシスのために人工呼吸を受けた患者では、離床を促進するためにNIVを使用してよい。

### 長期/在宅
重症のCOPDでは、NIVの長期使用（在宅NIV）が適応となることがある。2021年のコクランレビューでは、非侵襲的換気の長期使用が日中の高炭酸ガス血症を改善することが示されている。さらに、安定した慢性閉塞性肺疾患では、生存率が改善されるようであり、健康関連のQOLに短期的な利益があるかもしれない。
在宅NIVは、神経筋疾患や胸壁変形のある人にも適応となることがある。
肥満低換気症候群の人は、多くの場合、初期治療でNIVを必要とするが、多くはCPAP療法に切り替えることができる。アメリカ胸部学会（American Thoracic Society: ATS）米国胸部学会（ATS）の臨床診療ガイドラインでは、退院時にNIVを実施し、外来でさらに睡眠検査による評価を行うことが推奨されている。陽圧換気治療の開始に関して、ATSのガイドラインでは、閉塞性睡眠時無呼吸症候群（obstructive sleep apnea: OSA）（OSAや関連疾患）の可能性を調査される患者には、OHSを同定し、治療の適応を決定するために、動脈血二酸化炭素（可能性が高い場合）または静脈血重炭酸塩（可能性が中等度の場合）の測定を実施することを推奨している。重症のOSAとOHSの両方を有する患者では、CPAPによる初期治療が推奨されるが、NIVよりもCPAPを支持する研究の質は低い。重症のOSAも有していないOHS患者の30％では、NIVの方がより効果的である可能性があるが、費用と医療資源を要する。OSAとOHSの両方を有する患者では、CPAPのアドヒアランスが良好であるにもかかわらずCPAPに対する反応が悪い場合、NIVへの切り替え適応となる可能性がある。
運動ニューロン疾患（例えば筋萎縮性側索硬化症）の患者は、病気の経過中に在宅NIVを必要とすることがある。英国のガイドラインでは、呼吸機能の評価は運動ニューロン疾患の集学的管理の一部であると規定されている。

## 用語
NIVを説明するために、医学文献では多くの用語が使われてきた。非侵襲的陽圧換気（non-invasive positive pressure ventilation: NPPVまたはNIPPV）というより正式な名称は、今では非常にまれとなった陰圧人工呼吸器（通称「鉄の肺」）と区別するために使われてきた。BiPAP/BIPAP（Bilevel Positive Airway Pressureの略）という消費名も、レスピロニクス社が製造した初期のNIV装置にちなんで、ある程度の人気を博していたが、現在ではその使用は推奨されていない。

## 歴史
非侵襲的換気は1940年代から様々な適応で使用されてきたが、慢性呼吸障害に対する現在の使用は、1980年代に慢性呼吸筋力低下患者に対して、1990年代には集中治療室やその他の急性期治療環境において急性呼吸不全に対して生じたものである
2000年以降、急性期のNIVは急性呼吸不全、特にCOPD患者の治療において、集中治療室だけではなく一般病棟を含めて広く使用されるようになった。一方、英国では、公的調査期間NCEPODによる2017年の報告書で、患者への質の高いケアの提供に広範な問題があることが判明している。

## 関連文献
- Munshi, Laveena; Mancebo, Jordi; Brochard, Laurent J. (2022-11-03). Hardin, C. Corey. ed. “Noninvasive Respiratory Support for Adults with Acute Respiratory Failure” (英語). New England Journal of Medicine 387 (18):  1688–1698. doi:10.1056/NEJMra2204556. ISSN 0028-4793.